# Miliónový brouk
Miliónový brouk (v originále Piedone d'Egitto) je italský film z roku 1980 režiséra Stena (původně se jmenoval Stefano Vazina). Bud Spencer jako inspektor Rizzo se vydává do Egypta osvobodit profesora Cerulla, který objevil brouka, jenž se vyskytuje všude tam, kde se nachází naleziště ropy. Chce dopadnout drogového mafiána zvaného „Švéd“.